# Argyrophylax solomonicus
Argyrophylax solomonicus là một loài ruồi trong họ Tachinidae.